# Хаиме Родригез
Хаиме Родригез (17. јануар 1959) бивши је салвадорски фудбалер.

## Репрезентација
За репрезентацију Салвадора дебитовао је 1979. године, наступао и на Светском првенству 1982. године.